# 希盧泰

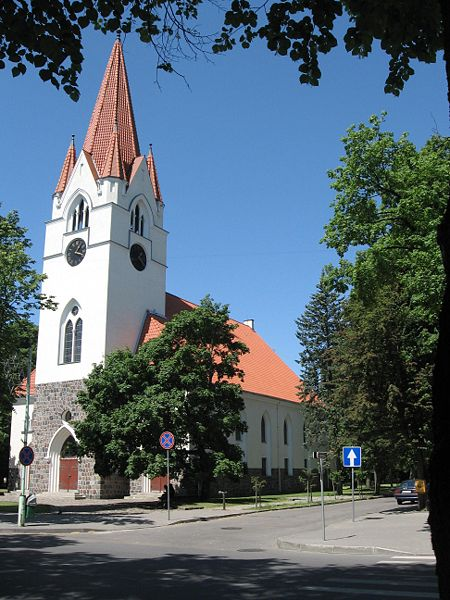

希盧泰是立陶宛的城市，位於該國西部，毗鄰庫爾斯潟湖，由克萊佩達縣負責管轄，海拔高度10米，面積1.71平方公里，每年平均降雨量701毫米，2007年人口20,809。

## 外部連結
- Municipal website （立陶宛文）